# Zorhan Bassong
Zorhan Ludovic Bassong (* 7. května 1999) je kanadský profesionální fotbalista, který hraje na pozici levého obránce za americký klub Sporting Kansas City a kanadský národní tým.

## Mládí
Bassong se narodil v Torontu v Ontariu, Valonské matce z Belgie a otci z Kamerunu. Ve třech měsících se on a jeho rodina přestěhovali do Montréalu, kde začal v pěti letech hrát mládežnický fotbal za CS Longueuil.

## Klubová kariéra
Bassong přestoupil do Cercle Brugge z Lille 29. ledna 2019. Dne 8. července 2020 byl klubem propuštěn.
Dne 1. prosince 2020 bylo oznámeno, že Bassong přestoupil do klubu CF Montréal, kde podepsal dvouletou smlouvu s možností dalšího prodloužení o 2 roky. Po sezóně 2022 byla jeho možnost prodloužení odmítnuta a opustil klub.
V lednu 2023 podepsal Bassong smlouvu s rumunským klubem Argeș Pitești. Odehrál osm zápasů, ale klub na konci sezóny sestoupil do Ligy II.
V červnu 2023 podepsal Bassong smlouvu s úřadujícím šampionem Ligy I, Farul Constanța. V září 2023 se Bassong a Farul Constanța dohodli na vzájemném ukončení jeho smlouvy.
V prosinci 2023 se vrátil do MLS, když podepsal smlouvu se Sporting Kansas City na sezonu 2024, s možností prodloužení na roky 2025 a 2026.

## Reprezentační kariéra
Bassong debutoval v kanadském národním týmu v přátelském utkání 10. ledna 2020, ve kterém jeho tým vyhrál 4:1 nad Barbadosem. Později byl jmenován do provizorního kanadského národního týmu do 23 let pro kvalifikační šampionát CONCACAF na Letní olympijské hry 2020 dne 26. února 2020. Bassong byl jmenován do konečné sestavy před přeloženým turnajem dne 10. března 2021.

## Statistiky

### Klubové
Platí k zápasu hranému 31. května 2025.
| Klub                 | Sezóna            | Liga                   | Liga   | Liga | Národní pohár | Národní pohár | Ostatní | Ostatní | Kontinentální | Kontinentální | Celkově | Celkově |
| Klub                 | Sezóna            | Soutěž                 | Zápasy | Góly | Zápasy        | Góly          | Zápasy  | Góly    | Zápasy        | Góly          | Zápasy  | Góly    |
| -------------------- | ----------------- | ---------------------- | ------ | ---- | ------------- | ------------- | ------- | ------- | ------------- | ------------- | ------- | ------- |
| Lille B              | 2016/17           | Championnat National 2 | 1      | 0    | —             | —             | 0       | 0       | —             | —             | 1       | 0       |
| Lille B              | 2017/18           | Championnat National 2 | 16     | 0    | —             | —             | 0       | 0       | —             | —             | 16      | 0       |
| Lille B              | 2018/19           | Championnat National 2 | 14     | 0    | —             | —             | 0       | 0       | —             | —             | 14      | 0       |
| Lille B              | Celkově           | Celkově                | 31     | 0    | 0             | 0             | 0       | 0       | 0             | 0             | 31      | 0       |
| CF Montréal          | 2021              | MLS                    | 26     | 0    | 3             | 0             | 0       | 0       | —             | —             | 29      | 0       |
| CF Montréal          | 2022              | MLS                    | 10     | 0    | 2             | 0             | 0       | 0       | 2             | 0             | 14      | 0       |
| CF Montréal          | Celkově           | Celkově                | 36     | 0    | 5             | 0             | 0       | 0       | 2             | 0             | 43      | 0       |
| Argeș Pitești        | 2022/23           | Liga I                 | 8      | 0    | 0             | 0             | 2       | 0       | —             | —             | 10      | 0       |
| Farul Constanța      | 2023/24           | Liga I                 | 2      | 0    | 0             | 0             | 0       | 0       | 0             | 0             | 2       | 0       |
| Sporting Kansas City | 2024              | MLS                    | 21     | 0    | 3             | 0             | 0       | 0       | —             | —             | 24      | 0       |
| Sporting Kansas City | 2025              | MLS                    | 12     | 1    | 0             | 0             | 0       | 0       | 1             | 0             | 13      | 1       |
| Sporting Kansas City | Celkově           | Celkově                | 33     | 1    | 3             | 0             | 0       | 0       | 1             | 0             | 38      | 1       |
| Celkově v kariéře    | Celkově v kariéře | Celkově v kariéře      | 110    | 1    | 7             | 0             | 2       | 0       | 3             | 0             | 122     | 1       |

### Reprezentační
Platí k zápasu hranému 17. června 2025.
| Národní tým | Rok     | Zápasy | Góly |
| ----------- | ------- | ------ | ---- |
| Kanada      | 2020    | 2      | 0    |
| Kanada      | 2025    | 2      | 0    |
| Celkově     | Celkově | 4      | 0    |

## Úspěchy

### Klubové
CF Montréal
- Canadian Championship: 2021

Farul Constanța
- Poražený finalista Supercupa României: 2023